# La 2
La 2 (si pronuncia La Dos) è il secondo canale televisivo pubblico spagnolo della Televisión Española. I suoi principali studi e strutture si trovano a Sant Cugat del Vallès.

## Storia
Voluta dal ministro franchista Manuel Fraga Iribarne, iniziò le proprie trasmissioni il 15 febbraio 1966 in bianco e nero. Nel 1977, dopo tre anni di sperimentazione, iniziò a trasmettere i propri programmi a colori, così come fece anche La 1.
A differenza della prima rete della TVE, La 2, pur essendo anch'esso un canale generalista, ha un carattere meno nazional-popolare e più di stampo intellettualistico-culturale e d'approfondimento. Fino al 2004 era rivolta anche alle autonomie locali, ma attualmente sono rimasti piccoli spazi per la Catalogna e le isole Canarie. I notiziari regionali, infatti, vanno in onda dal lunedì al venerdì alle 14 e alle 16, in tutte le regioni su La 1.
La 2 trasmette documentari, film, diverse serie televisive statunitensi (Will & Grace, Six Feet Under, Veronica Mars, Lost, Desperate Housewives), programmi d'approfondimento e molti cartoni animati; trasmette inoltre molti eventi sportivi (basket, tennis, Olimpiadi invernali).
Tra i vari canali televisivi spagnoli, La 2 ha uno tra i più bassi indici di audience (2,7%).
Tra i programmi autoprodotti più seguiti del canale, vi sono il quiz Saber y ganar (Sapere e vincere, condotto da Jordi Hurtado dagli studi TVE di Sant Cugat, il più longevo in Spagna con oltre 5000 puntate trasmesse dal 1997) e il cartone animato I Lunnis.
Sul fronte dell'informazione, trasmette La 2 Noticias, telegiornale composto da un'edizione giornaliera, che ha uno stile diverso rispetto al Telediario di La 1.
Dal 31 ottobre 2017 inizia a trasmettere anche in alta definizione.

## Loghi

1966 - 1976 / 1983 - 1990
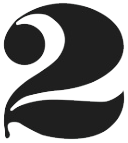
1976 - 1983
1990 - 1991
1991 - 1999
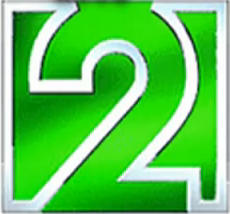
2003 - 2007
in uso dal 2008